# Hartmut Hoffmann
Pour les articles homonymes, voir Hoffmann.
Hartmut Hoffmann, né le 4 mai 1930 à Berlin, et mort le 15 avril 2016 à Göttingen, est un historien allemand, spécialisé dans l'histoire médiévale.

## Carrière
Hartmut Hoffmann a poursuivi des études de philosophie, d'histoire de l'art, de germanistique, d'histoire, de philologie latine, aux universités de Francfort, de Marbourg et de Cologne. Il passe sa maîtrise de troisième cycle en 1954 grâce à des travaux sur l'histoire carolingienne  intitulés Untersuchungen zur karolingischen Annalistik. Il reçoit son habilitation à l'université de Bonn en 1961 avec sa thèse intitulée Gottesfriede und Treuga Dei. Il enseigne comme professeur d'histoire médiévale et contemporaine à l'université de Göttingen à partir de 1967.
Hartmut Hoffmann a publié de nombreux ouvrages à propos de l'histoire médiévale, en particulier dans le domaine spirituel et culturel. Il publie en 1980 dans le cadre des Scriptores, collection publiée par les Monumenta Germaniæ Historica, une nouvelle étude concernant la Chronique de l'abbaye du Mont-Cassin qui donne lieu ensuite à de nombreux articles concernant l'historiographie du sud de l'Italie à l'époque des Lombards et des Normands, et le rôle joué par la papauté. Le professeur Hoffmann appartient depuis 1982 à la direction centrale des Monumenta Germaniæ Historica (MGH) et il est nommé la même année à l'académie des sciences de Göttingen.
Ses travaux sur la monarchie et sur l'art de l'enluminure (il étudie notamment l'évangéliaire de la Sainte-Chapelle et le Maître du Registrum Gregorii) à l'époque ottonienne et à l'époque salique ont ouvert la voie à la publication en l'an 2000 de la Chronique de Richer de Reims.

## Quelques œuvres
- (de) Die Würzburger Paulinenkommentare der ottonenzeit, Hanovre, 2009
- (de) Mönchskönig und "rex idiota". Studien zur Kirchenpolitik Heinrichs II. und Konrads II., Hanovre, 1993
- (de) Buchkunst und Königtum im ottonischen und frühsalischen Reich, Stuttgart, 1986
- (de) Gottesfriede und Treuga Dei, 1964
- (de) Untersuchungen zur karolingischen Annalistik, Bonn, 1958

## Source
- (de) Cet article est partiellement ou en totalité issu de l’article de Wikipédia en allemand intitulé « Hartmut Hoffmann (Historiker) » (voir la liste des auteurs).